# Rada Kościołów Chrześcijańskich w Angoli
Rada Kościołów Chrześcijańskich w Angoli (port. Conselho de Igrejas Cristãs em Angola, CICA) – ekumeniczna instytucja z siedzibą w Luandzie. Założona w 1977 roku jako Angolska Rada Kościołów Ewangelikalnych. W 1992 przyjęła obecną nazwę.

## Kościoły członkowskie
- Anglikańska Diecezja Angoli
- Chrześcijańska Misja Apostolska w Angoli
- Ewangelicki Kościół Braterski w Angoli
- Ewangelicki Kościół Mennonitów w Angoli
- Kościół Dwunastu Apostołów w Angoli
- Kościół Ewangelicko-Kengregacjonalny w Angoli
- Kościół Ewangelicko-Reformowany w Angoli
- Kościół Ewangeliczno-Baptystyczny w Angoli
- Kościół Ewangeliczny Angoli
- Kościół Kimbanguistyczny w Angoli
- Kościół Pełnej Ewangelii w Angoli
- Kościół Wiary Apostolskiej w Angoli
- Kościół Wspólnoty Mennonitów w Angoli
- Misja Ewangeliczno-Zielonoświątkowa w Angoli
- Zjednoczony Kościół Metodystyczny w Angoli

## Kościoły stowarzyszone
- Armia Zbawienia
- Kościół Boży w Angoli
- Seminarium Emmanuela Unido
- Sojusz YMCA